# Vicente Cazón
Vicente Cazón (Buenos Aires, Argentina, 5 de abril de 1804 – Buenos Aires, 1875) era un político argentino que fue nombrado vicegobernador de la provincia de Buenos Aires durante los mandatos de Bartolomé Mitre y de Mariano Saavedra entre 1862 y 1863, y entre ambos períodos fue designado por unos días como gobernador interino bonaerense.

## Biografía

### Origen familiar y primeros años
Vicente Cazón había nacido el 5 de abril de 1804 en la ciudad de Buenos Aires, capital del Virreinato del Río de la Plata que formaba parte del Imperio español, siendo hijo de Joaquín González Cazón y de su segunda esposa, Rafaela Pereyra Lucena.
Tenía por lo menos dos hermanos: Cayetano Cazón Pereyra (1803-1884) y Joaquín María Cazón (Buenos Aires, 10 de septiembre de 1809 - ib., 5 de febrero de 1880), que se unió en matrimonio entre septiembre de 1835 y agosto de 1836 con Catalina Rodríguez Peña —una hija del patriota Nicolás Rodríguez Peña— y se convirtió en un adinerado hacendado, propietario de la estancia «Polvaredas Chicas» y quien formara parte de la comisión fundadora del pueblo de Saladillo.
Los tres hermanos Cazón actuarían en política luego de la caída del gobernador bonaerense Juan Manuel de Rosas quien fuera para los federales el Restaurador de las Leyes y protector de la Confederación Argentina.